# NGC 210
NGC 210 è una galassia a spirale intermedia situata nella costellazione della Balena a una distanza di circa 63 milioni di anni luce dal sistema solare.

## Descrizione
NGC 210 è stata usata da Gérard de Vaucouleurs come esempio di galassia di tipo (R2')SAB(s)b nel suo atlante di classificazione delle galassie.
La galassia ha una classe di luminosità II e  presenta una larga riga a 21 cm dell'idrogeno neutro.
NGC 210 sembra essere in debole associazione con NGC 157 e NGC 131. La galassia è nota per i suoi bracci peculiari che sembra stiano per chiudersi a formare un anello. Il nucleo appare molto più luminoso del resto dell'oggetto celeste, facendo ipotizzare che si tratti di un nucleo galattico attivo.

## Scoperta
NGC 210 è stata scoperta il 3 ottobre 1785 dall'astronomo britannico di origine tedesca William Herschel.

## Supernova
Il 7 settembre 1954, sul bordi esterno della galassia, l'astrofisico americano di origine svizzera Fritz Zwicky ha scoperto una supernova di magnitudine 15,9 che sembra essere associata a NGC 210. Non è stato possibile determinare a quale tipo appartenesse la supernova in questione.